# 소장수 (드라마)
《소장수》는 1982년 3월 20일에 방영된 TV문학관이다.

## 출연
- 김성겸
- 이덕희
- 안대용
- 이신재
- 박혜숙
- 사미자
- 지계순
- 김인문
- 곽경환
- 박정웅
- 신수강
- 곽정희
- 서영진
- 홍요섭
- 이계영
- 김진오
- 김윤형
- 유종근
- 김순구
- 기정수
- 김정훈
- 김근희